# Gieves & Hawkes
Gieves & Hawkes är ett berömt herrskrädderi, beläget vid Savile Row i centrala London.
Som resultat av en minskad efterfrågan på skräddarsydda kläder har många skrädderier tvingats utvidga sin verksamhet. Gieves & Hawkes var tidigt ute med att erbjuda såväl konfektion som "måttsydda" plagg som komplement till skrädderiverksamheten på Savile Row. Numera svarar konfektionen för merparten av företagets omsättning och plaggen saluförs i butiker och på varuhus runt om i världen.
Konfektionen och måttkonfektionen tillverkas i fabriker på kontinenten och håller en enklare kvalitet jämfört med de handsydda plaggen från Savile Row.
Alexander McQueen har bland annat verkat för Gieves & Hawkes efter att ha varit praktikant hos Anderson & Shepard.